# Mensaje de Sparsholt
El Mensaje de Sparsholt es un agroglifo o disposición final de las plantas, aparecido en un campo de cereales, parte de los llamados círculos en los cultivos, el cual, junto con el adyacente mensaje de Chilbolton, tuvo bastante repercusión entre los ufólogos y otras personas que estudian el fenómeno ovni. Para otros solo fue un gran engaño fruto de artistas anónimos.

## Historia

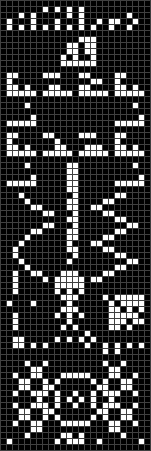
Mensaje de Chilbolton.

El 21 de agosto de 2002 apareció un impresionante Crop Circle, en la localidad de Sparsholt, Hampshire, Inglaterra. La impresión fue hecha en un campo privado de maíz, a escasa distancia del radiotelescopio Low Frequency Array (LOFAR) en el Observatorio Chilbolton del Science and Technology Facilities Council, de Hampshire.

## Descripción
La disposición final de las plantas alteradas genera un imagen, solamente visible mediante un sobrevuelo. En la imagen se percibe la cara de un extraterrestre u humanoide típico, tal y como se suele conocer en la cultura popular: con cabeza alargada, ojos grandes ovoides, boca y nariz pequeñas. El rostro está encuadrado en un rectángulo de unos 110 metros (m) de largo por 76 m de ancho, en el que se lo muestra sosteniendo un extraño disco con la mano derecha. El busto del extraterrestre parece ligeramente difuminado para resaltar así el disco, dando un efecto de enfoque en el primer plano del disco. Se pueden observar las tres técnicas, que se han empleado para el agroglifo directamente sobre las plantas cultivadas: interlineado, puntillismo y sombreado de la figura. En la parte izquierda se pueden observar tres pequeños puntos, lo que a primera vista parece ser el cinturón de Orión.

## Disco y mensaje
Al analizar atentamente la distribución final de las plantas alteradas, se percibe la imagen de un disco, que contiene un mensaje de adentro hacia fuera, y en sentido horario, igual que como se lee un CD. Las separaciones por cada 8 dígitos conforman las letras de un mensaje en código ASCII. Observamos que también hay bloques rectangulares en vez de cuadrados, que son marcadores que separan las letras.[cita requerida]
El mensaje que aparece tras la traducción letra por letra de este disco es el siguiente:[cita requerida]

Beware the bearers of false gifts and their broken promises. Much pain, but still time. Believe there is good out there. We oppose deception. Conduit closing. 0X07.

Este mensaje se traduciría en español de la siguiente manera:

Cuidado con los que traen falsos regalos y sus promesas rotas. Mucho dolor, pero aún hay tiempo. Creen que hay bien ahí fuera. Nos oponemos al engaño. Conducto cerrándose. 0X07.

Aunque es difícil encontrar una interpretación verídica, se ha sugerido que el mensaje haría referencia a los contactos establecidos con la humanidad por algún tipo de raza extraterrestre así como su referencia a información oculta o manipulada por los gobiernos del mundo. El mensaje también da a entender que los mensajeros conocen a la otra supuesta raza o el contacto que supuestamente hemos tenido con ellos y posiblemente se encuentre en contacto con otros seres en la tierra.[cita requerida]
El 0X07 se ha sugerido que puede ser una nota musical, tal vez de una campana, o bien, hay una conexión con Windows 7 Error 0x0. En éste es posible que parezca un mensaje de error después de la instalación del software que diga: Windows 7 error 0X0. En caso de que se detecte el error 0X0, los clientes pueden transmitir la presencia del problema a Microsoft Corporation a través de correo electrónico o informe el error. Por lo anterior, bien se puede atribuir 0X07 a un error de software.[cita requerida]

## Alusión al incidente Roswell
Según algunas personas familiarizadas con el fenómeno Ovni, el dibujo hace alusión al Incidente ovni de Roswell, estando en él la fecha del famoso incidente de 1947.
Se puede apreciar con detalle cómo la imagen encuadrada del ser extraterrestre está formada por varios pisos horizontales de igual distancia, como si se viera la imagen por un televisor, en concreto 59 secciones. Si este número se multiplica por las secciones que tiene el disco, 33, se obtiene la fecha del incidente Roswell de 1947.